# Liste der Pfarren im Dekanat Braunau
Das Dekanat Braunau war ein Dekanat der römisch-katholischen Diözese Linz, das zuletzt 14 Pfarren umfasste.

## Auflösung
Das Dekanat wurde zum 31. Dezember 2022 im Zuge der von Bischof Manfred Scheuer umgesetzten Strukturreform der Diözese Linz als kirchliche Verwaltungseinheit aufgelöst und durch die mit 1. Jänner 2023 neu gegründete Pfarre Braunau ersetzt, dem die bis dahin eigenständigen Pfarren als „Pfarrteilgemeinden“ angehören. Die Seelsorger in den Pfarrteilgemeinden wurden dem hauptverantwortlichen Pfarrer der Pfarre Braunau als Kooperatoren zugeordnet.

## Pfarren mit Kirchengebäuden und Kapellen
| Ort                          | Pfarrverband              | Patrozinium                                   | Kirchengebäude und Kapellen                                                   | Bild                          |
| ---------------------------- | ------------------------- | --------------------------------------------- | ----------------------------------------------------------------------------- | ----------------------------- |
| Braunau-Höft und Haselbach   | Braunau                   | Hl. Valentin und Maria Königin des Friedens   | Pfarrkirche Braunau-Höft Filialkirche Braunau-Haselbach                       | Pfarrkirche Braunau-Höft      |
| Braunau-Ranshofen            | Braunau                   | Hl. Pankraz                                   | Pfarrkirche Braunau-Ranshofen                                                 | Pfarrkirche Braunau-Ranshofen |
| Braunau-St. Franziskus       | Braunau                   | Hl. Franziskus von Assisi                     | Pfarrkirche Braunau-St. Franziskus                                            |                               |
| Braunau-St. Stephan          | Braunau                   | Hl. Geist, Hlgst. Herz Jesu und Hl. Stephanus | Stadtpfarrkirche Braunau-St. Stephan Bürgerspitalkirche, Kapuzinerkirche      | Stadtpfarrkirche Braunau      |
| Burgkirchen                  | Neukirchen an der Enknach | Hl. Georg und Hl. Maximilian                  | Pfarrkirche Burgkirchen Filialkirche St. Georgen an der Mattig                | Pfarrkirche Burgkirchen       |
| Gilgenberg                   | Neukirchen an der Enknach | Schutzengel und Hl. Ägidius                   | Pfarrkirche Gilgenberg Kapelle neben dem alten Pfarrhof                       | Pfarrkirche Gilgenberg        |
| Handenberg                   | Neukirchen an der Enknach | Hl. Martin                                    | Pfarrkirche Handenberg                                                        | Pfarrkirche Handenberg        |
| Mauerkirchen                 | Neukirchen an der Enknach | Mariä Himmelfahrt                             | Pfarrkirche Mauerkirchen Spitalskirche                                        | Pfarrkirche Mauerkirchen      |
| Mining                       | Braunau                   | Mariä Opferung                                | Pfarrkirche Mining Schlosskapelle Mamling                                     | Pfarrkirche Mining            |
| Neukirchen an der Enknach    | Neukirchen an der Enknach | Hl. Sebastian und Mariä Himmelfahrt           | Pfarrkirche Neukirchen an der Enknach Friedhofskapelle                        | Pfarrkirche Neukirchen        |
| Schwand im Innkreis          | Neukirchen an der Enknach | Hl. Johannes der Täufer                       | Pfarrkirche Schwand im Innkreis                                               | Pfarrkirche Schwand           |
| St. Georgen am Fillmannsbach | Neukirchen an der Enknach | Hl. Kreuz und Hl. Georg                       | Pfarrkirche St. Georgen am Fillmannsbach Kalvarienbergkapelle                 | Pfarrkirche St. Georgen       |
| St. Peter am Hart            | Braunau                   | Hl. Andreas und Hl. Petrus                    | Pfarrkirche St. Peter am Hart Filialkirche Bogenhofen, Schlosskapelle Hagenau | Pfarrkirche St. Peter         |
| Überackern                   | Neukirchen an der Enknach | Hl. Petrus                                    | Pfarrkirche Überackern                                                        | Pfarrkirche Überackern        |

## Liste der Dechante
- bis 1969 Prälat Johannes Ludwig[3]
- bis 1982 Johann Holzapfel[4]
- bis 2013 Stefan Hofer
- bis 2022 Gert Smetanig[5]